# 山口裕久
山口 裕久（やまぐち ひろひさ、1968年 - ）は、日本の実業家、大和製罐株式会社代表取締役社長。

## 人物・経歴
1968年、兵庫県生まれ。1991年、立教大学経済学部卒業。同年4月、大和製罐入社。2001年取締役、2005年常務、2016年副社長、2018年、代表取締役社長。